# Anna płocka
Anna płocka (ur. 1318/25, zm. 16 lutego 1363) – księżniczka płocka, księżna żagańska z dynastii Piastów.

## Życiorys
Anna była córką księcia płockiego Wacława i Elżbiety, córki Giedymina, wielkiego księcia litewskiego. Miała brata Bolesława III.
Poślubiła 5 września 1337 roku Henryka V Żelaznego, księcia żagańskiego, z którym dochowała się trzech synów i dwóch córek:
- Henryka VI Starszego (ok. 1345 - 5 albo 7 grudnia 1393)
- Anny (przed 1350 – po 14 lipca 1405), żony Jana I, księcia karniowsko-raciborskiego
- Jadwigi (1340/50 – 27 marca 1390), żony Kazimierza III Wielkiego, króla Polskiego, a po jego śmierci Ruprechta I, księcia legnickiego
- Henryka VII Rumpolda (ok. 1350 – 24 grudnia 1395)
- Henryka VIII Wróbla (1357/16 lutego 1363 – 14 marca 1397)

Po bezpotomnej śmierci brata Bolesława w 1351 r. prawa do księstwa płockiego rościła Anna i jej mąż Henryk. 
Zmarła 16 lutego 1363 r.